# Inspektorat Kielce Armii Krajowej
Inspektorat Kielce Armii Krajowej – terenowa struktura Okręgu Radom-Kielce Armii Krajowej.

## Skład organizacyjny
Organizacja w 1944:
- Obwód Kielce Armii Krajowej
- Obwód Busko Armii Krajowej
- Obwód Jędrzejów Armii Krajowej

## Obsada personalna inspektoratu
Na dzień 1 listopada 1944
- inspektor – ppłk Józef Mularczyk „Róg”, „Żor”
- zca inspektora – mjr Bronisław Jankowski „Młot”
- szef referatu organizacyjnego – por. Zygmunt Machoń „Zych”
- szef referatu wywiadu – kpt. Leon Torliński „Kret”
- szef referatu operacyjnego – kpt. Józef Kurek „Halny”
- kwatermistrz – kpt./mjr „Bronisław” (NN)
- szef referatu łączności – ppor. Fabierkiewicz „Antoni”
- szef referatu saperów – „Szurną” (NN)
- szef referatu walki bieżącej – „Szkot” (NN)
- szef referatu przerzutów powietrznych – ppor. Franciszek Podborski „Stanek”
- kierownik kancelarii – Maria Machoń „Magdalenka”
- dca ochrony radiostacji – Edward Janeczek „Weiss”
- szyfrantka i łączniczka – Stenia Banasik „Stenia”